# Wojska Kosmiczne Federacji Rosyjskiej
Wojska Kosmiczne Federacji Rosyjskiej – jeden z rodzajów wojsk Sił Powietrzno-Kosmicznych.

## Charakterystyka
Wojska kosmiczne stanowią obronne uzupełnienie rosyjskiej triady strategicznej. W ich strukturze znajdują się systemy ostrzegania
o ataku rakietowym, obrony przeciwrakietowej oraz kontroli przestrzeni kosmicznej. Do zadań Wojsk Kosmicznych należy ochrona bezpieczeństwa i narodowych interesów Rosji w przestrzeni kosmicznej, obrona przed atakiem rakietowym oraz prowadzenie wywiadu kosmicznego i zapewnienie łączności poprzez wykorzystanie sztucznych satelitów Ziemi. Sztab Wojsk Kosmicznych znajduje się w Moskwie. W 2010 Wojska Kosmiczne Rosji liczyły około 40 000 żołnierzy

## Struktura Wojsk Kosmicznych
Dowództwo Wojsk  Kosmicznych
- 15 Armia Sił Powietrzno-Kosmicznych (specjalnego przeznaczenia);
  - Główne Kosmiczne Centrum Doświadczalne im. G.S. Titowa;
  - Główne Centrum Uprzedzenia o Ataku Rakietowym;
  - Główne Centrum Rozpoznania Sytuacji w Kosmosie;
- 1 Państwowy Kosmodrom Doświadczalny Ministerstwa Obrony Federacji Rosyjskiej (Kosmodrom Plesieck, Plesieck, obwód archangielski, Rosja;
- Wyższe uczelnie:
  - Wojskowa Akademia Kosmiczna im. A.F. Możajskiego[2].

## Dowództwo
Dowódca Wojsk Kosmicznych - Zastępca Głównodowodzącego Siłami Powietrzno-Kosmicznymi generał pułkownik Aleksandr Gołowko.